# Разин, Иван Петрович
Иван Петрович Разин (22 февраля 1922, Вольский уезд, Саратовская губерния — 28 февраля 1996, Краснодар) — советский военный лётчик. Участник Великой Отечественной войны. Герой Советского Союза (1945). Подполковник.

## Биография
Иван Петрович Разин родился 22 февраля 1922 года в селе Богородское Вольского уезда Саратовской губернии РСФСР (ныне село Вольского района Саратовской области Российской Федерации) в крестьянской семье. Русский. Окончил среднюю школу и аэроклуб. До поступления на военную службу жил в Пенджикентском районе Ленинабадской области Таджикской ССР. Работал в колхозе.
В мае 1941 года И. П. Разин был зачислен курсантом в Чкаловское военное авиационное училище, которое окончил в 1943 году. В действующей армии младший лейтенант Разин с мая 1943 года в должности лётчика 639-го штурмового авиационного полка 211-й штурмовой авиационной дивизии 3-й воздушной армии. В боях с немецко-фашистскими захватчиками Иван Петрович с августа 1943 года на Калининском фронте. Воевал на штурмовике Ил-2. Боевое крещение принял в Смоленской операции. Первые боевые вылеты Иван Петрович совершил на штурмовки долговременной и глубокоэшелонированной обороны противника на рубеже Духовщина — Ярцево — Смоленск, а также военной инфраструктуры врага. 27 августа 1943 года он участвовал в налёте на железнодорожную станцию Пономари Духовщинского района Смоленской области, где под разгрузку немцы поставили два воинских эшелона. Преодолев плотный заградительный огонь зенитной артиллерии немцев, Иван Петрович в составе группы штурмовиков прорвался к станции и точным бомбовым ударом разбил паровоз, не позволив немцам вывести эшелоны из-под удара, а на втором заходе зажёг один из эшелонов. При выполнении очередного манёвра его Ил был подбит: зенитный снаряд попал в хвост самолёта и повредил хвостовой стабилизатор, но на плохо управляемом самолёте на бреющем полёте лётчик продолжал расстреливать разбегавшихся из эшелонов солдат, а после сумел привести машину на свой аэродром.
В октябре — ноябре 1943 года младший лейтенант И. П. Разин, совершая боевые вылеты в составе групп Ил-2, штурмовыми ударами поддерживал наступление войск Калининского (с 20 октября 1943 года — 1-го Прибалтийского) фронта на невельском и витебском направлениях. 5 ноября 1943 года при атаке подходящих к фронту резервов противника в районе деревни Хвошно Ил-2 Ивана Петровича был буквально изрешечён огнём зениток и истребителей неприятеля. Впоследствии механики насчитали в корпусе самолёта более 100 пробоин, при этом лётчик получил лишь лёгкое ранение в ногу. В этот день группа штурмовиков Ил-2 уничтожила 15 вражеских автомашин с войсками и грузами, 4 зенитные точки, разрушили 5 блиндажей. В январе 1944 года полк, в котором служил младший лейтенант И. П. Разин, вошёл в состав 335-й штурмовой авиационной дивизии и в феврале-марте 1944 года принимал участие в Витебской наступательной операции, в ходе которой Иван Петрович совершил несколько боевых вылетов на штурмовку переднего края немцев.
В мае 1944 года 639-й штурмовой авиационный полк был выведен в резерв Ставки Верховного Главнокомандования и в августе того же года был переброшен на 3-й Украинский фронт и вошёл в состав 189-й штурмовой авиационной дивизии 10-го штурмового авиационного корпуса 17-й воздушной армии. За это время И. П. Разин получил звание лейтенанта. К началу Ясско-Кишинёвской операции Иван Петрович в полку считался признанным мастером точечных бомбово-штурмовых ударов. По свидетельству командира полка подполковника В. Н. Цуркана при прорыве глубоко эшелонированной и сильно укреплённой обороны противника в районе города Бендеры и в период ликвидации окружённой под Кишинёвом группировки противника по заявкам руководства 57-й армии «он как лучший лётчик всегда выделялся командованием для поражения точечных целей». Этими точечными целями были ДЗОТы, танки и артиллерийские орудия немцев, мешавшие продвижению наземных войск. За 16 совершённых в ходе операции боевых вылетов экипаж лейтенанта И. П. Разина уничтожил 9 ДЗОТов, 2 танка и 6 полевых орудий врага.
С осени 1944 года лейтенант И. П. Разин принимал активное участие в разгроме немецко-фашистских войск на территории Югославии и Венгрии (Белградская и Будапештская операции). В составе больших групп штурмовиков он взламывал оборону противника на подступах к Будапешту, штурмовал административные, промышленные и военные объекты в венгерской столице. В период Балатонской оборонительной операции Иван Петрович наносил удары по войскам противника, глубоко вклинившимся в советскую оборону, а в ходе начавшейся 16 марта 1945 года Венской операции штурмовал долговременную и сильно укреплённую полосу обороны врага между озёрами Балатон и Веленце, в составе своего подразделения освобождал города Секешфехервар, Кестхей и Надьканижа. Всего к началу апреля 1945 года старший лётчик 639-го штурмового авиационного полка лейтенант И. П. Разин произвёл 110 боевых вылетов, сбросил на врага 35000 килограмм авиабомб, выпустил 340 реактивных снарядов, расстрелял до 15000 снарядов ВЯ-23 и до 64000 патронов ШКАС. В результате бомбово-штурмовых ударов он уничтожил 11 танков, 22 автомашины, 13 полевых орудий на огневых позициях, 5 миномётных батарей и 5 зенитных орудий, разрушил 22 ДЗОТа, разбил 1 паровоз и поджёг два эшелона с войсками и грузами, взорвал склад с боеприпасами, истребил до 600 солдат и офицеров неприятеля. 2 апреля 1945 года командир полка представил лейтенанта И. П. Разина к званию Героя Советского Союза. Высокое звание было присвоено Ивану Петровичу уже после окончания Великой Отечественной войны указом Президиума Верховного Совета СССР от 18 августа 1945 года.
На заключительный месяц войны И. П. Разин в составе своего подразделения поддерживал наступление войск 3-го Украинского фронта на венском направлении, участвовал в освобождении Вены и её предместья городка Флоридсдорф. Боевой путь он завершил 9 мая 1945 года на территории Австрии, получив в конце войны внеочередное звание капитана. 14 мая 1945 года Иван Петрович участвовал в Параде Победы 3-го Украинского фронта, на Ил-2 пролетев в качестве представителя своего полка в парадном строю над австрийским городком Вальзее бок о бок с лучшими лётчиками-штурмовиками 17-й воздушной армии А. И. Кобелевым, Н. Е. Платоновым, И. М. Павловым и А. И. Чухаревым.
После войны И. П. Разин окончил Военно-воздушную академию. В Советской Армии Иван Павлович служил до 1961 года, уволившись в запас в звании подполковника. После завершения военной службы он жил в Краснодаре. С 1962 по 1982 год работал старшим преподавателем военной кафедры Краснодарского политехнического института. После выхода на пенсию Иван Петрович как член местного отделения Совета ветеранов войны и труда активно участвовал в военно-патриотической работе и ветеранском движении. 28 февраля 1996 года Иван Павлович скончался. Похоронен в Краснодаре на Славянском кладбище.

## Награды
- Медаль «Золотая Звезда» (18.08.1945);
- орден Ленина (18.08.1945);
- два ордена Красного Знамени (29.01.1945; ?);
- два ордена Отечественной войны 1-й степени (22.02.1945; 11.03.1985);
- орден Отечественной войны 2-й степени (12.05.1945);
- три ордена Красной Звезды (07.04.1944; 1956; ??);
- медали, в том числе:
  - медаль «За боевые заслуги»;
  - медаль «За взятие Будапешта»;
  - медаль «За взятие Вены».

## Документы
- Общедоступный электронный банк документов «Подвиг Народа в Великой Отечественной войне 1941—1945 гг.» Дата обращения: 2 октября 2013. Архивировано из оригинала 11 мая 2017 года.

Представление к званию Героя Советского Союза.
Указ Президиума Верховного Совета СССР о присвоении звания Героя советского Союза.
Орден Красного Знамени (наградной лист и приказ о награждении от (29.01.1945).
Орден Отечественной войны 1-й степени (наградной лист и приказ о награждении от 22.02.1945).
Орден Отечественной войны 1-й степени (информация из карточки награждённого к 40-летию Победы).
Орден Отечественной войны 2-й степени (наградной лист и приказ о награждении).
Орден Красной Звезды (наградной лист и приказ о награждении от 07.04.1944).